# プジョー・905
プジョー・905は1991年のスポーツカー世界選手権（SWC）参戦用にプジョーが製作したプロトタイプレーシングカーである。

## 概要
905はプジョー初のグループCマシンであり、1991年より本格導入されるカテゴリー1（3.5リットル自然吸気エンジン、最低車重750kg、使用燃料総量規制なし）規定で製作された。
カーボンファイバー (CFRP) 製シャシーの採用など、F1とほぼ同一の構造を持っている。モノコックにはノーズコーンが存在し、コックピットのサイドシルをドライバーの肩付近まで上げたためドアがなく、ドライバーはガルウィング式に開く側窓からコックピットに乗り込む。デザイン担当はアンドレ・デ・コルタンツ、製造は航空機メーカーのダッソー。
エンジンは自然吸気3.5リットルの80度V型10気筒。内径φ91mm×行程53.8mmのショートストロークタイプ。トランスミッションは縦置き6段。サスペンションはダブルウィッシュボーン。ラジエーターはコックピットの両側にあり、フロントカウルからダクトを通して吸気している。
1991年シーズン用に各部軽量化、エンジン及びギアボックスの改良、パワーステアリングの装備などが行われた。

## 成績

### 1990年
ジャン・トッド率いるプジョー・タルボ・スポールは、パリ・ダカールラリーで1987年から1990年まで4連覇を遂げた後、1990年にスポーツカー選手権への参戦を発表した。オフロードからスポーツカーレースへの転進という興味に加えて、元F1チャンピオンのケケ・ロズベルグがドライバー陣営に加わるという話題性もあった。
1990年は世界スポーツプロトタイプカー選手権（WSPC）の終盤2戦に参戦。デビュー戦の第8戦モントリオールではリタイアに終わるが、2戦目となる第9戦メキシコでは13位で完走した。

### 1991年
1991年は、WSPCから名称変更したスポーツカー世界選手権（SWC）に本格フル参戦し、開幕戦の鈴鹿で早くも優勝を遂げた。しかし、同レースでデビューしたジャガー・XJR-14の「屋根とカウルを備えた2座席のF1」というコンセプトを前に、勝利が困難と判断したトッドは、改良型となるエボリューションモデルの開発を決定（開発を担当したのはエンリケ・スカラブローニ)。従来型は第4戦ル・マン24時間レースが最終戦となった。
初出場となったル・マンではあえて軽量のスプリントモデルで出場し、予選でフロントロウを独占。決勝では序盤のレースをリードするが、1台がピットで炎上、もう1台はコース内でストップし、2台ともリタイアに終わった。ライバルであるメルセデス・ベンツとジャガーは実績のあるカテゴリー2（ル・マン仕様）のマシンを投入し、メルセデス・ベンツ・C11は1台が5位で完走、ジャガー・XJR-12は3台が2位 - 4位に入った。
エボリューションモデルは第5戦ニュルブルクリンクでデビュー。第6戦マニクールでは早くもポール・トゥ・ウィンおよびワンツーフィニッシュと結果を出し、続く第7戦メキシコシティでも同じくワンツーフィニッシュを飾った。

### 1992年
SWCチャンピオン獲得、ならびにル・マン制覇を目指して挑んだ1992年シーズンは、開幕戦モンツァこそトヨタに優勝をさらわれるも、その後の5戦はル・マン24時間レースを含む全てのレースを制し、フル参戦2年目で早くもSWCチャンピオンを獲得した。最終戦マニクールでは、空力面を大幅に刷新したエボリューション2も予選に投入されるが、速度と信頼性に欠けたため決勝には出走しなかった。

### 1993年
SWCは前年の1992年限りで終了となったため、1993年はル・マン24時間レースにのみ参戦した。トヨタ・TS010との一騎討ちになったが、1-2-3フィニッシュで完封勝利を遂げた。
このレースをもって、905ならびにプジョー・タルボ・スポールの活動は終了し、トッドはスクーデリア・フェラーリに移籍した。また、グループC規定自体もこの年をもって消滅した。

## エボリューションモデル

### エボリューション1
1991年のSWC第5戦ニュルブルクリンクから使用された。
905からの改良点は、新設計のフロントサスペンション、フロントウィングの追加、リアウィングの大型化、リアタイヤのスパッツの撤去、ラジエーターへの吸気方法の変更、ヘッドライトのコックピット前への移設、エンジンの改良など。
1992年シーズンに向けて、各部軽量化、エンジンの排気方法の変更（マシン側面からディフューザー部分へ排気する方式）などが行われた。最終戦マニクールではトラクションコントロールシステムを導入。

### エボリューション1C

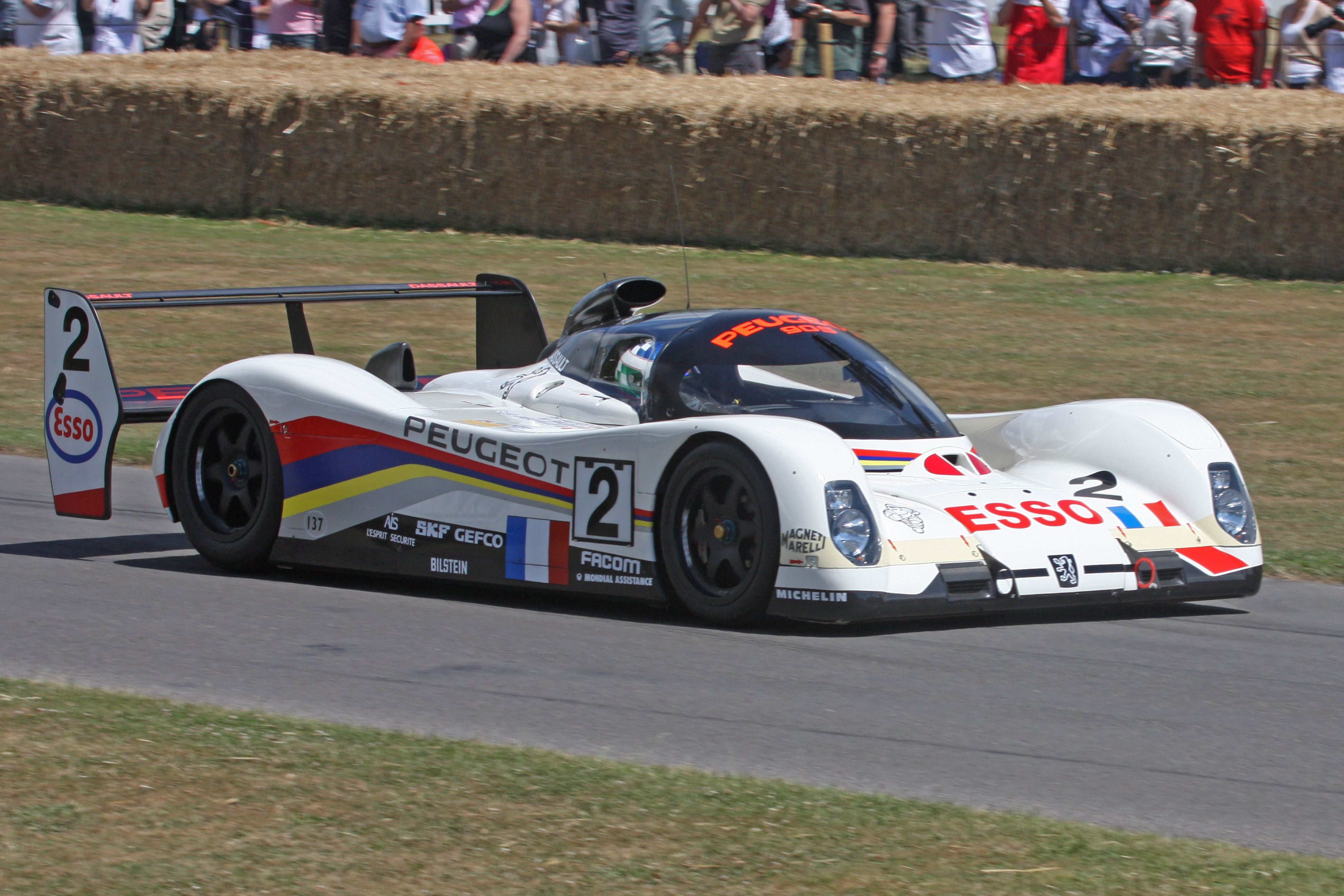
905 エボリューション1C

1993年のル・マン24時間レースで使用。トランスミッションが横置き6段化された。

### エボリューション2

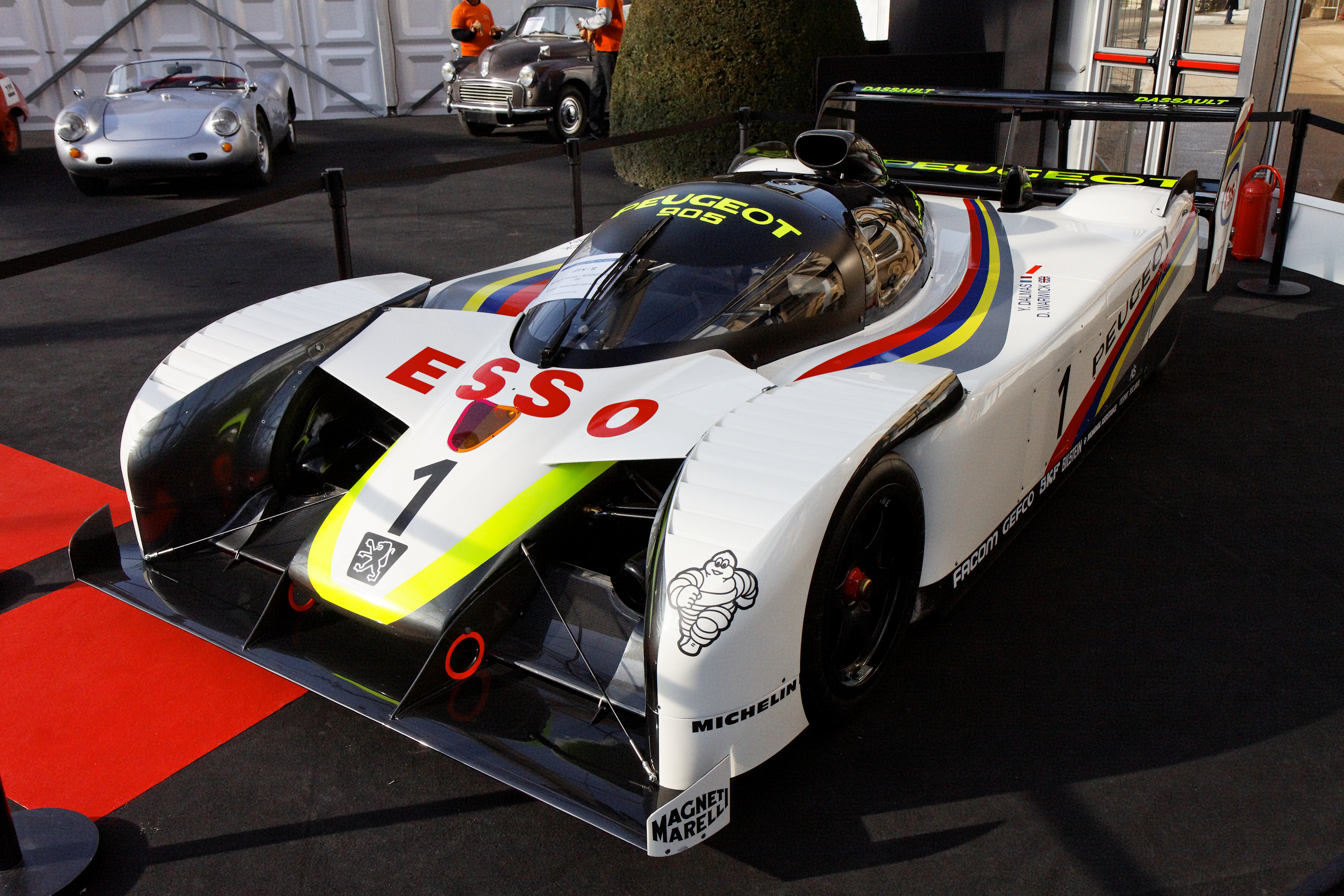
905 エボリューション2

1992年のSWC最終戦マニクールの予選のみ使用。
モノコックは新設計。空力面ではフロントをF1のようなハイノーズに成形し、フェンダーとの間の開口部へ積極的に気流を取り入れる形状に改められた。その奇怪なデザインから「スーパーコプター」(fr: Supercopter)の異名をとり、「史上最も醜悪なCカー」とも揶揄された。トランスミッションはセミオートマチック化された横置き6段。
1992年のシーズン前には第4戦ドニントンから投入予定とされていたが、実際にはドニントン戦前のテストでシェイクダウンが行われた後、ドニントンではマシンが公開されたにとどまった。公開時にはフルオートマを開発中で、実戦投入は鈴鹿以降とアナウンスされた。
タイトル獲得後の最終戦マニクールで、1号車のデレック・ワーウィック・ヤニック・ダルマス組にエボリューション1とエボリューション2の2台が用意され、どちらをレースで使用するかをドライバーに選択させることになった。しかし、予選で実走したところ、エボリューション2はエボリューション1よりもタイムが1秒以上も遅く、スピードが明らかに劣っていたため、決勝では実績のあるエボリューション1が選ばれ、エボリューション2が決勝レースを走ることはなかった。